# Poeciliopsis presidionis
Poeciliopsis presidionis är en art av fiskar bland de levandefödande tandkarparna. År 1895 beskrevs den ursprungligen som Poecilia presidionis av David Starr Jordan och George Bliss Culver, och är typart för släktet Poeciliopsis. Inga underarter finns listade i Catalogue of Life.
Honor blir med en maximal längd av 50 mm större än hanar som är cirka 35 mm långa.
Arten förekommer i vattendrag i västra Mexiko i delstaterna Sinaloa och Nayarit. Individerna hittas främst i floder och bäckar med stenig grund men de besöker även områden med bräckt vatten som flodernas mynningar eller laguner vid havet. Under den torra perioden uppsöks främst vattendrag med klart vatten.
Beståndet hotas av vattenföroreningar, främst från jordbruket. I lämpliga habitat kan Poeciliopsis presidionis vara talrik men storleken av hela populationen är okänd. IUCN listar arten med kunskapsbrist (DD).